# Oddball
Oddball (Nederlands: Oswald en de Pinguïns) is een Australische familiefilm uit 2015, geregisseerd door Stuart McDonald. De film is gebaseerd op een waargebeurd verhaal.

## Verhaal
Ergens in de kust van Warrnambool leven op een eiland een groep dwergpinguïns die worden bedreigd door vossen. Oswald, de hond van opa Swampy, wordt als waakhond ingezet om de pinguïns te beschermen om zo de vossen te verjagen en de eieren van de pinguïns in leven te houden.

## Rolverdeling
- Shane Jacobson - Swampy
- Sarah Snook - Emily Marsh
- Alan Tudyk - Bradley Slater
- Coco Jack Gillies - Olivia
- Richard Davies - Jack Jones
- Deborah Mailman - burgemeester
- Terry Camilleri  - rechter Burns
- Frank Woodley  - hondenvanger
- Tegan Higginbotham - Zoe

## Release en ontvangst
Oddball werd op 17 september 2025 door Roadshow Films uitgebracht in de Australische bioscopen. De film werd in 2016 tijdens de Australische AACTA Awards genomineerd voor de People's Choice Award for Favourite Australian Film.
De film kreeg overwegend positieve kritieken van de filmcritici, met een score van 87% op Rotten Tomatoes, gebaseerd op 23 beoordelingen.